# Jacob Jenster
Jacob Jenster (14 de Março de 1917 - 10 de Março de 2009) foi um piloto alemão da Luftwaffe durante a Segunda Guerra Mundial. Voou quase 1000 missões de combate, nas quais destruiu mais de 100 tanques inimigos. No dia 16 de Junho de 1945 foi entregue pelos norte-americanos aos soviéticos para ser julgado e preso. Em Setembro de 1949 foi posto em liberdade.